# 福特 (匈牙利)

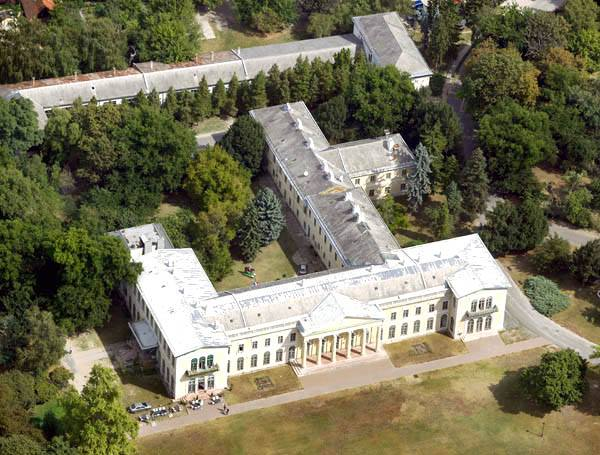

福特是匈牙利的城鎮，位於該國北部，距離首都布達佩斯17公里，由佩斯州負責管轄，面積37.42平方公里，2011年人口18,864，其中約四成居民信奉天主教。

## 外部連結
- Street map （匈牙利文）
- newspapers （页面存档备份，存于）